# Bystatus
Bystatus er en national anerkendelse af en bebyggelse som by, hvilket i visse tilfælde giver en vis selvstændighed eller andre privilegier. Begrebet kendes fra Grønland, Storbritannien og Norge.
Grønland har cirka 57.000 indbyggere bosiddende i 17 byer og 60 bygder. Bystatus afhænger af tilstedeværelse af den kommunale administration, et hospital eller sundhedscenter, og en skole med mulighed for at tage folkeskolens
afgangsprøve. 